# Christopher Wreh
Christopher Wreh (ur. 14 maja 1975 w Monrovii) – piłkarz liberyjski grający na pozycji napastnika.

## Kariera klubowa
Wreh swoją piłkarską karierę rozpoczął w juniorach Invincible Eleven. W 1989 roku wyjechał do Francji i przez kilka lat pobierał naukę w szkółce AS Monaco. W sezonie 1992/1993 zadebiutował w Ligue 1, ale przez 2 lata wystąpił w zaledwie dwóch spotkaniach ligowych. W sezonie 1995/1996 grał już więcej, ale był rezerwowym dla Sonny Andersona, a także Mickaëla Madara, ale zdołał strzelić 3 gole w lidze i wspomóc Monaco w zajęciu 3. miejsca. Latem 1996 przeszedł do En Avant Guingamp, gdzie stał się niekwestionowaną gwiazdą drużyny i rozegrał swój najlepszy sezon w karierze zdobywając w nim 10 goli.
W 1997 Wreh przeszedł do Arsenalu na zasadzie wolnego transferu. Do zespołu ściągnął go Arsène Wenger, który trenował Christophera jeszcze w AS Monaco. W Premiership zadebiutował 1 listopada w przegranym 0:3 meczu z Derby County. Wreh w „Kanonierach” był czwartym napastnikiem w hierarchii dla Iana Wrighta, Dennisa Bergkampa oraz Nicolasa Anelki. Pomimo tego przyczynił się do wywalczenia przez Arsenal dubletu: mistrzostwa Anglii jak i Pucharu Anglii. Zdobył 3 gole w lidze, m.in. dające zwycięstwa 1:0 nad Wimbledonem oraz Boltonem Wanderers. Natomiast w sezonie 1998/1999 wystąpił tylko w 12 meczach ligowych i nie mogąc wywalczyć miejsca w składzie na skutek przybycia do zespołu Thierry’ego Henry i Davora Šukera został w trakcie sezonu wypożyczony do AEK Ateny. Strzelił dla tego klubu 4 gole i został wicemistrzem Grecji. W sezonie 1999/2000 wywalczył Tarczę Dobroczynności, ale niedługo potem został ponownie wypożyczony, najpierw do Birmingham City, w którym nie zaliczył żadnego meczu z powodu kontuzji, a następnie do FC Den Bosch, z którym spadł z Eredivisie.
W 2000 roku Wreh odszedł z klubu i wyjechał do saudyjskiego Al-Hilal. Tam spędził sezon i doszedł do półfinału play-off. W sezonie 2001/2002 występował w szkockim St. Mirren F.C., jednak zagrał w małej liczbie meczów na skutek problemów z kondycją. W kolejnych dwóch sezonach Christopher grał w amatorskim Bishop’s Stortford F.C., z którym awansował w 2004 do Conference. W sezonie 2004/2005 grał w United Counties League, w drużynie Buckingham Town, a następnie zakończył karierę. W 2007 roku powrócił do futbolu jako zawodnik indonezyjskiego Perseman Manokwari. W 2010 zakończył w nim swoją karierę.

## Kariera reprezentacyjna
W reprezentacji Liberii Wreh zadebiutował 11 listopada 1994 roku w zremisowanym 1:1 meczu kwalifikacji do Pucharu Narodów Afryki z Mauretanią. W 1996 roku był w kadrze Liberii na Puchar Narodów Afryki 1996. Od 1994 do 2002 wystąpił w kadrze narodowej 26 razy i strzelił 2 gole.